# Rimbo landskommun (före 1952)
Rimbo landskommun var en kommun i Stockholms län.

## Administrativ historik
När 1862 års kommunalförordningar trädde i kraft den 1 januari 1863 inrättades denna kommun i Rimbo socken i Sjuhundra härad.
I kommunen inrättades 31 december 1914 Rimbo municipalsamhälle.
Kommunen ägde bestånd fram till kommunreformen 1952 då den med municipalsamhället lades samman med fyra andra för att bilda storkommunen Sjuhundra landskommun.
En kommun med detta namn återbildades 1967 med upphörde redan 1971.

### Kyrklig tillhörighet
I kyrkligt hänseende tillhörde kommunen till Rimbo församling.

## Politik

### Mandatfördelning i valen 1938-1946
| 2 | 10 | 6 | 3 |

| 21 |

| 1 | 11 | 5 | 3 |

| 18 |

| 2 | 10 | 5 | 3 |

| 19 |